# ホワッツ・ニュー (ナンシー・ウィルソン・ウィズ・ザ・グレート・ジャズ・トリオのアルバム)
『ホワッツ・ニュー』(What's New) は、アメリカ合衆国の女性ジャズ・ボーカリストであるナンシー・ウィルソンが、ピアニストであるハンク・ジョーンズが率いるザ・グレート・ジャズ・トリオとともにスタンダード曲を集めて吹き込んだ、1982年のLP盤アルバム。ウィルソンの8回目の来日に合わせた日本独自企画の「来日記念盤」として、当時の東芝EMI傘下のレーベル「イーストワールド」からリリースされた。その後、1998年に、CD化された。

## 背景
ナンシー・ウィルソンとザ・グレート・ジャズ・トリオは、このアルバムの前年に収録されたライブ・アルバム『オーレックス・ジャズ・フェスティバル'81ライヴ (Aurex Jazz Festival)』を「グレート・ジャズ・トリオ&フレンズwithナンシー・ウィルソン」名義で共作し、同じくイーストワールドからリリースしていた。本作はスタジオ・アルバムであるが、LP盤の片面5曲分を、ライブに準じて一挙に録音するという方法で収録された。
当時のウィルソンは、長く所属していたキャピトル・レコードを離れ、その後また長く所属したコロムビア・レコードへ移籍する前の、専属契約のない時期であった。

## トラックリスト
LP盤ではA面/B面にそれぞれ5曲が収録されていた。
| #   | タイトル                                                                    | 作詞・作曲                                                       | 時間 |
| --- | --------------------------------------------------------------------------- | ---------------------------------------------------------------- | ---- |
| 1.  | 「サテン・ドール / Satin Doll」                                             | デューク・エリントン、ビリー・ストレイホーン、ジョニー・マーサー | 2:52 |
| 2.  | 「イット・ネヴァー・エンタード・マイ・マインド / It Never Entered My Mind」 | リチャード・ロジャース、ローレンツ・ハート                       | 5:22 |
| 3.  | 「誰も奪えぬこの想い / They Can't Take That Away From Me」                  | ジョージ・ガーシュウィン、アイラ・ガーシュウィン                 | 3:33 |
| 4.  | 「ドント・エクスプレイン / Don't Explain」                                  | ビリー・ホリデイ、アーサー・ハーツォグ・ジュニア                 | 4:08 |
| 5.  | 「朝日のごとくさわやかに / Softly, as in a Morning Sunrise」                | シグマンド・ロンバーグ、オスカー・ハマースタイン2世              | 3:28 |
| 6.  | 「時のたつままに / As Time Goes By」                                        | ハーマン・フップフェルド                                         | 4:43 |
| 7.  | 「イッツ・オールライト・ウィズ・ミー / It's All Right With Me」             | コール・ポーター                                                 | 3:34 |
| 8.  | 「ホワッツ・ニュー / What's New?」                                          | ボブ・ハガート、ジョニー・バーク                                 | 9:06 |
| 9.  | 「バット・ノット・フォー・ミー / But Not For Me」                           | ジョージ・ガーシュウィン、アイラ・ガーシュウィン                 | 9:06 |
| 10. | 「マイ・ファニー・ヴァレンタイン / My Funny Valentine」                     | リチャード・ロジャース、ローレンツ・ハート                       | 9:06 |

## パーソネル
- ナンシー・ウィルソン - ボーカル
- ザ・グレート・ジャズ・トリオ
  - ハンク・ジョーンズ - ピアノ
  - エディ・ゴメス - ベース
  - ジミー・コブ -  ドラムス